# Kerekegyháza
Kerekegyháza je gradić u središnjoj Mađarskoj.
Zauzima površinu od 81,28 km četvornih.

## Zemljopisni položaj
Nalazi se u regiji Južni Alföld, na 46°56' sjeverne zemljopisne širine i 19°29' istočne zemljopisne dužine.

## Upravna organizacija
Upravno pripada kečkemetskoj mikroregiji u Bačko-kiškunskoj županiji. Poštanski broj je 6041.

## Stanovništvo
U Kerekegyházi živi 6251 stanovnik (2001.). 

## Vanjske poveznice
- (mađ.) Službene stranice
- (mađ.) Kerekegyháza Város Honlapja
- (mađ.) Kerekegyházi linkgyűjtemény
- (mađ.) Légifotók Kerekegyházáról